# Infradito

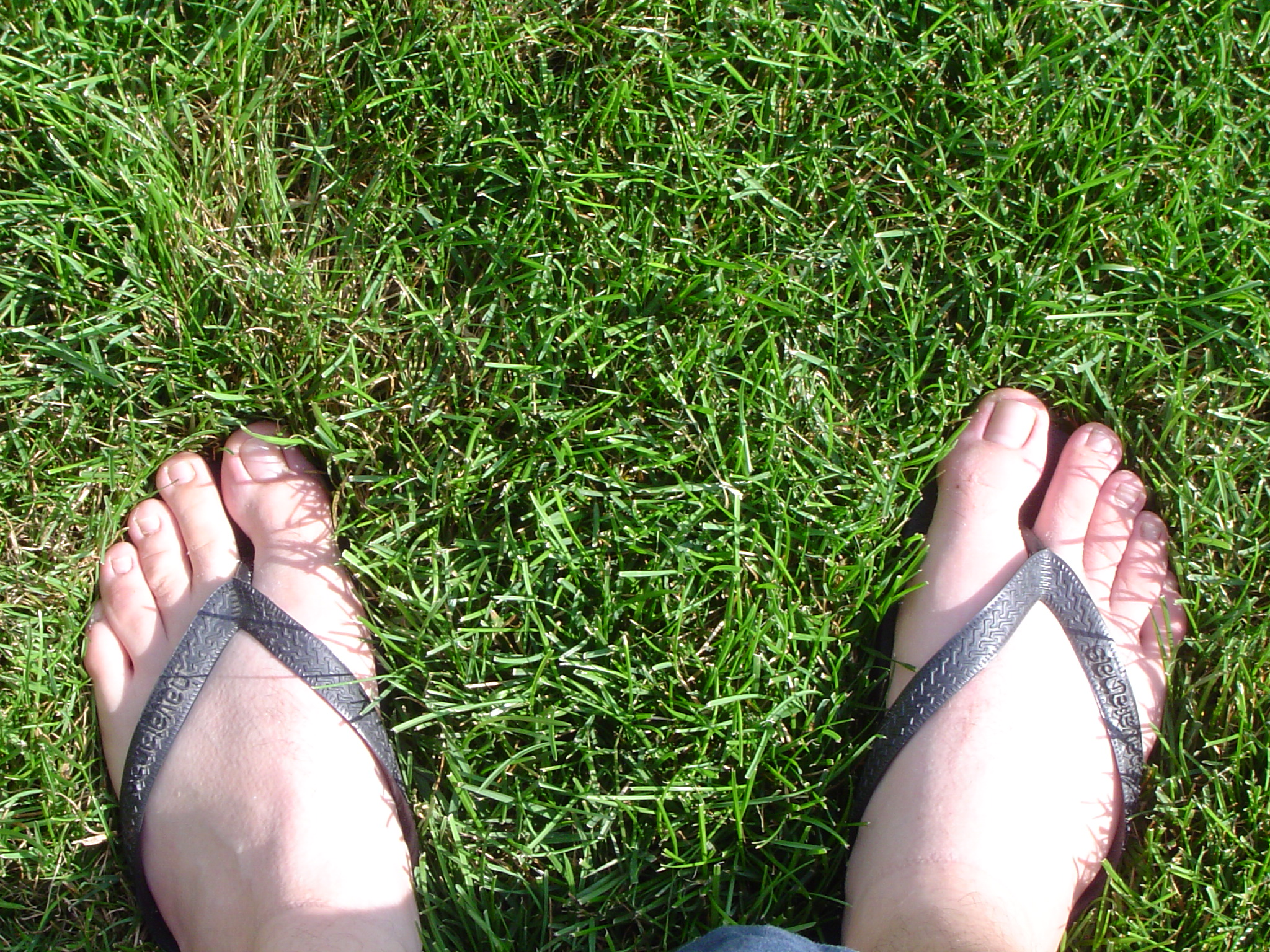
Sandali infradito.

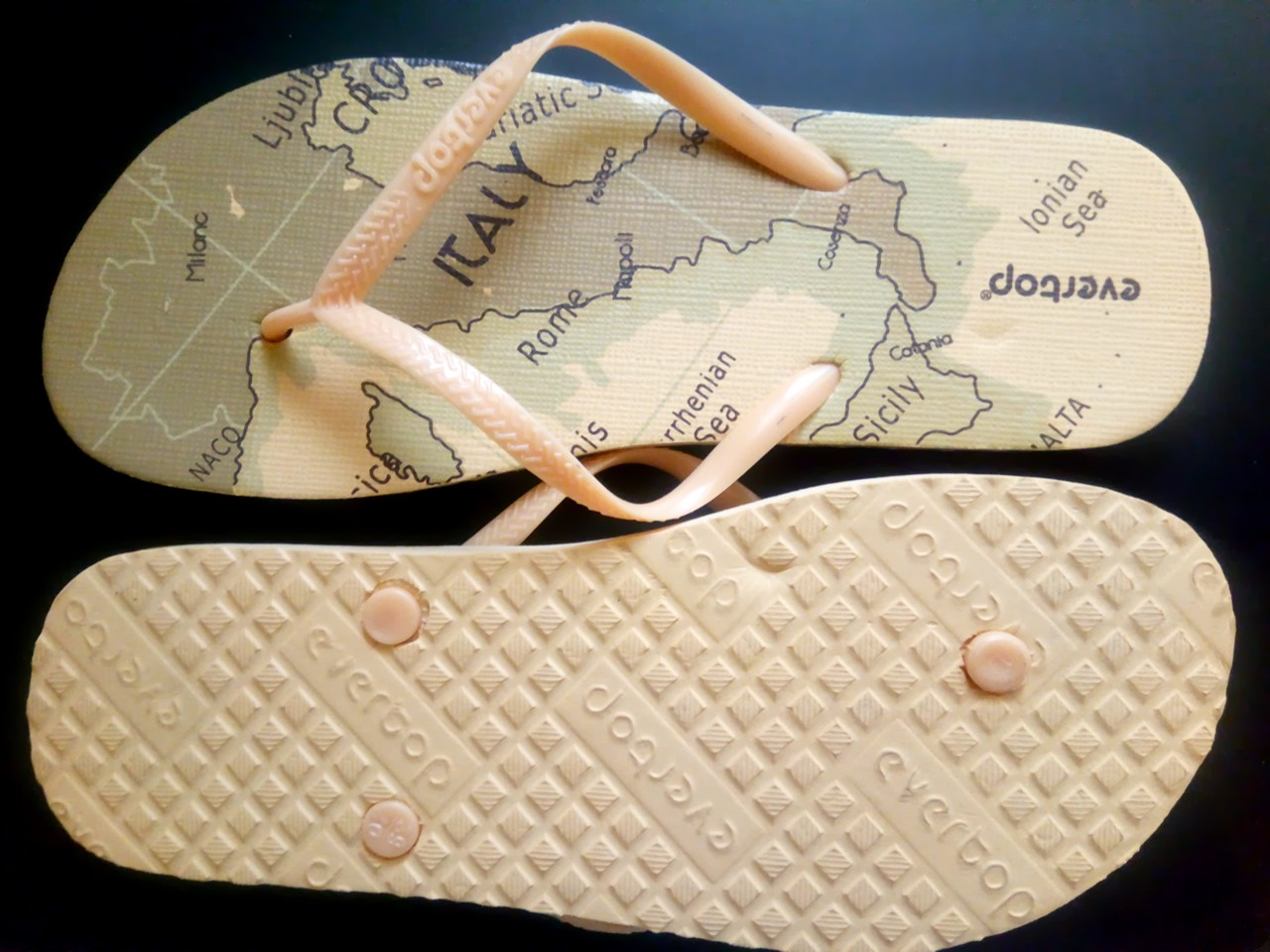
Sandali infradito con stampa

Le infradito, note anche con il termine flip-flop di natura onomatopeica, sono calzature estive.
Per la precisione, sono un tipo di ciabatte costituite da una suola, prevalentemente liscia (ma ne esistono anche modelli col tacco) e una stringa a forma di Y, con un doppio punto di partenza, a destra e a sinistra dalla fine del tallone e l'inizio dell'arco plantare, che si ricongiunge in un unico punto situato fra l'alluce e il secondo dito: il piede viene quindi infilato nella ciabatta separando queste due dita.
Sono costruite con materiali naturali come paglia e cuoio, o sintetiche: gomma o plastica.

## Storia

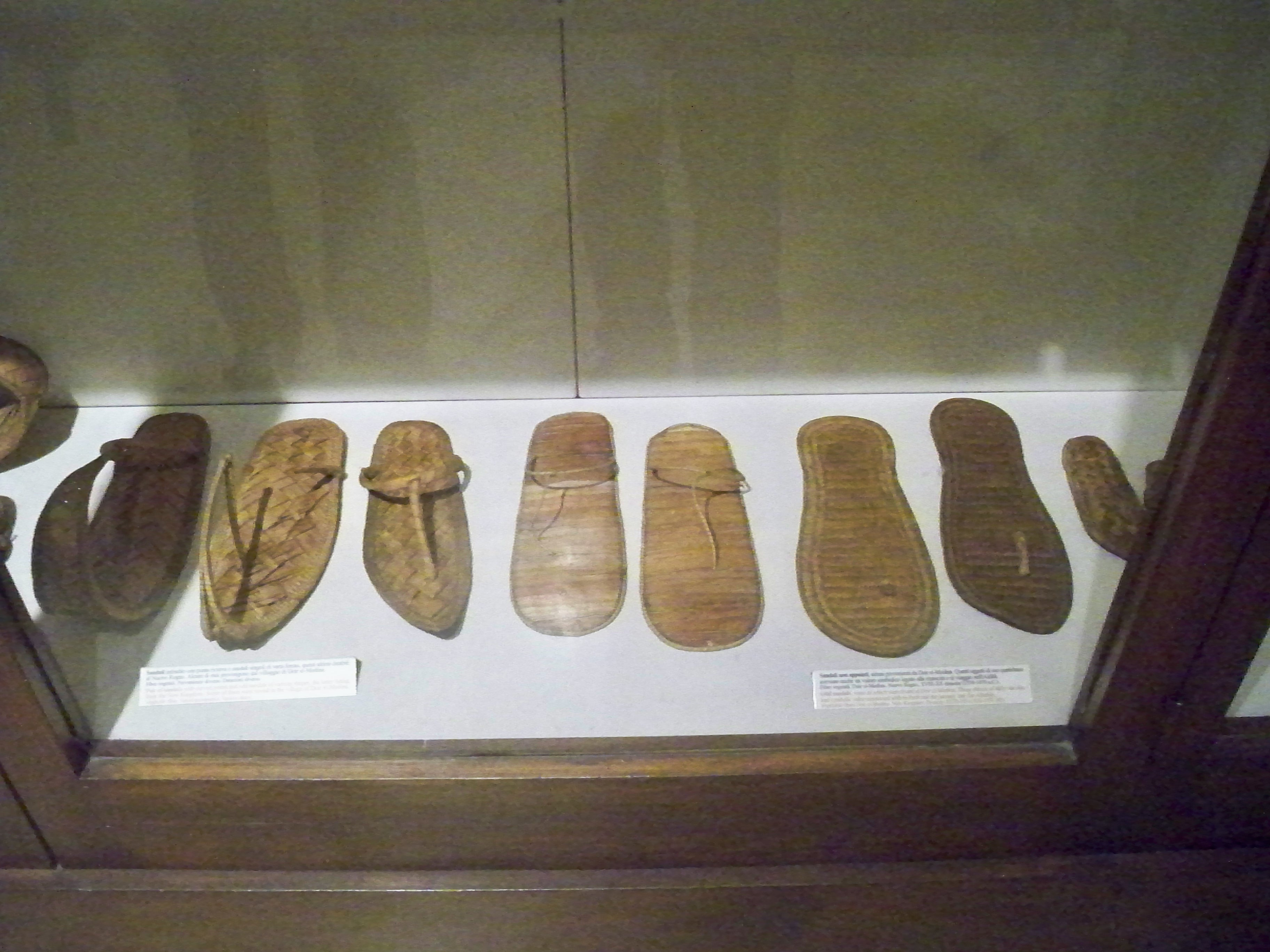
Infradito dell'Antico Egitto.

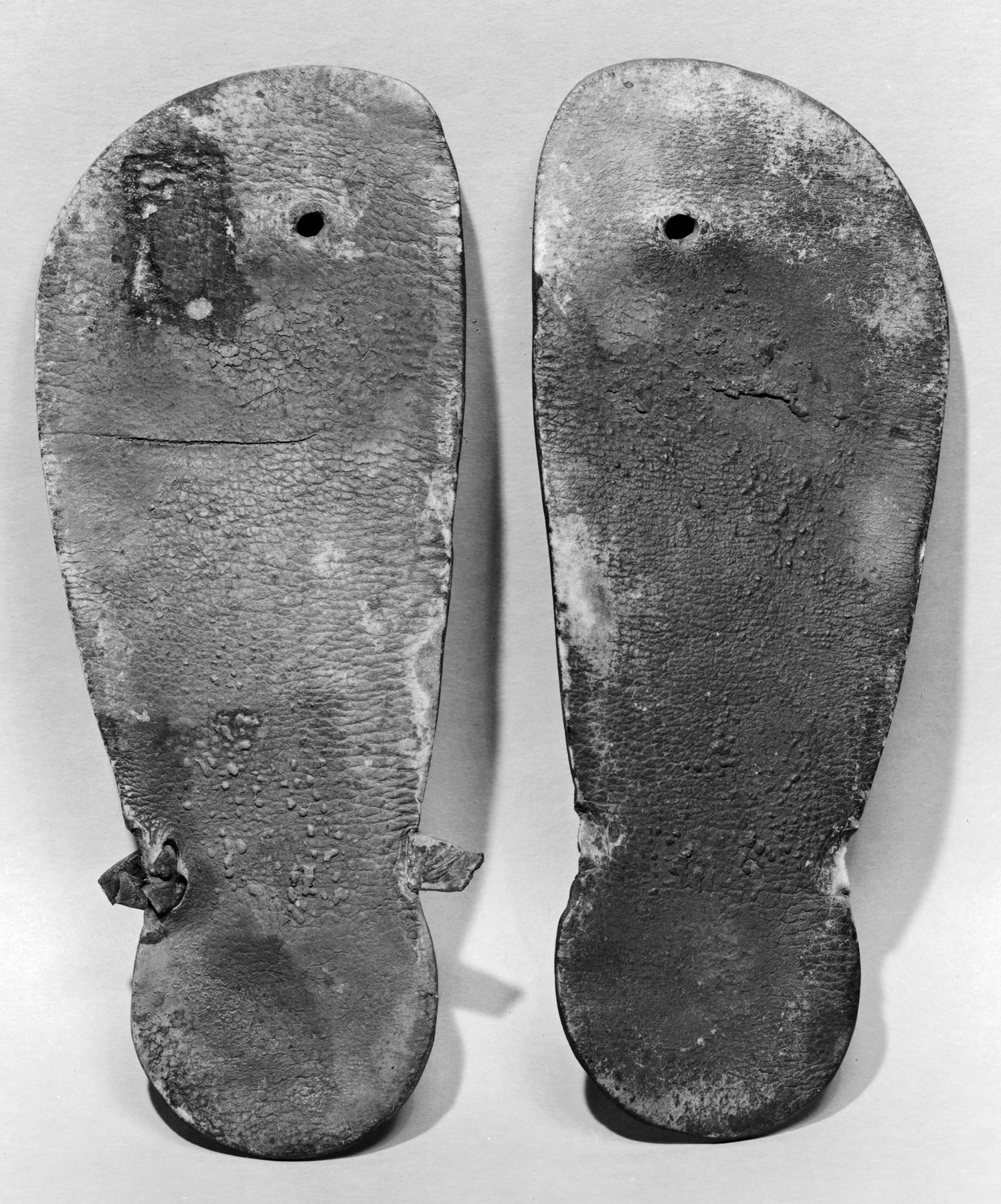
Sandali infradito del periodo Nuovo Regno in Egitto (ca. 1550–1307 a.C.)

I sandali infradito esistono da migliaia di anni, con testimonianze storiche risalenti all'antico Egitto, ca. 4.000 a.C. Ad esempio un paio di infradito in papiro sono state datate al carbonio 14 a circa 1.500 a.C.
Diversi sono anche i materiali utilizzati: gli antichi egizi utilizzavano il papiro e foglie di palma; il popolo Maasai in Africa le costruisce con pelle animale; in India sono fatte di fibre di legno; in Cina e Giappone, con fibre di riso; foglie di sisal sono usate attorcigliate in Sud America, mentre i nativi del Messico usano lo yucca.
Nell'antica Grecia il fermo era tra il primo e secondo dito, mentre i romani usavano farlo tra il secondo e il terzo dito. In Mesopotamia si usava tra il terzo e il quarto dito del piede. In India, era d'uso comune solo un fermo non legante tra il primo e il secondo dito, i Paduka.
Le infradito tradizionali in Giappone sono di due tipi: zōri e waraji corredati da apposite calze chiamate tabi.

## Salute
Nonostante la loro ampia diffusione i podologi ribadiscono che le infradito possono causare danni alla salute dei piedi: questo perché il piede ha come unico punto di aggancio alla ciabatta la stringa infradito ed è quindi costretto ad assumere una posizione "a tenaglia" che lo obbliga ad un superlavoro per non perdere aderenza; inoltre le stringhe laterali causano, con il movimento, attrito sulla pelle, che può provocare l'esfoliazione e tra le dita su cui insiste il laccio possono insorgere delle micosi. In ultimo i modelli completamente privi di tacco impediscono il corretto appoggio del piede, impedendo la giusta distribuzione del peso corporeo ed un'efficace circolazione del sangue procurando un senso di debolezza alle caviglie e talvolta dolore ai polpacci, mentre nei modelli con il tacco esiste un ulteriore sforzo dovuto al peso mal distribuito. Tuttavia questi danni si riscontrano solo per un uso continuo e prolungato nel tempo.

## Codice della strada
Nel codice della strada precedente a quello in vigore dal 1992 era vietata la guida con calzature non allacciate dietro la caviglia. Tale divieto oggi non esiste, rimanendo però l'obbligo di garantire una efficace sicurezza durante la guida. In caso di incidente le ciabatte potrebbero quindi diventare un elemento di colpa, quando venisse dimostrato che il loro utilizzo non era compatibile con quella determinata situazione di guida.